# Coetus Internationalis Patrum
O Coetus Internationalis Patrum foi um grupo de clérigos católicos tradicionalistas que durante o Concílio Vaticano II combateu o aggiornamento (atualização) de João XXIII.

## A criação doCoetus Internationalis Patrum
Como membro das Comissões preparatórias do Concílio Vaticano II, o Arcebispo Marcel Lefevre colaborou na elaboração de assuntos sujeitos à discussão dos padres conciliares. Depois da primeira sessão do Concílio, de Outubro a Dezembro de 1962, alguns prelados ficaram inquietados perante a orientação progressista que tomavam as discussões dos assuntos apresentados. Esses prelados reuniram-se e criaram um grupo de estudo, para estudarem as propostas conciliares, sendo auxiliados por alguns teólogos de renome. Esse grupo ficou conhecido por Coetus Internationalis Patrum (Grupo Internacional de Padres do Concílio) e foi instituído ex officio em outubro de 1964.[carece de fontes?]

## Os assuntos de estudo
O Coetus analisou numerosos textos propostos para discussão aos padres conciliares. Um dos mais importantes foi sobre a Colegialidade Episcopal, que poderia por em causa o Primado Pontifício. O grupo opôs-se à inversão dos fins do matrimónio (tradicionalmente, o fim primeiro era os filhos e depois o amor conjugal: certos progressistas desejavam inverter estes dois fins); trabalhou para modificar o projecto da Declaração sobre a Liberdade Religiosa, dando-lhe um sentido mais tradicional; desejava o estabelecimento de um documento específico sobre a Virgem Maria e o seu lugar na Igreja, e não apenas o cap. 8 da Constituição Dogmática Lumen Gentium; era favorável à proclamação de Maria, de medianeira de qualquer graça e co-redentora como dogma.[carece de fontes?]

## Participantes
Fizeram parte do Coetus os cardeais Giuseppe Siri, arcebispo de Gênova; Alfredo Ottaviani, Prefeito da Congregação para a Doutrina da Fé; Arcadio María Larraona Saralegui C.M.F., Penitenciário-Mor; Ernesto Ruffini, arcebispo de Palermo;  Michael Browne O.P, Cardeal Diácono de São Paulo em Regola; Antonio Bacci, latinista-mor da Santa Sé; Benedetto Aloisi Masella arcipreste da Arquibasílica de São João de Latrão e prefeito da Congregação para a Disciplina dos Sacramentos; Francis Spellman, arcebispo de Nova Iorque; Fernando Quiroga y Palacios, arcebispo de Santiago de Compostela; José María Bueno y Monreal,  arcebispo de Sevilha; Rufino Jiao Santos, arcebispo de Manila; Monsenhor Marcel Lefebvre bispo de Tulle e Superior-Geral dos Espiritanos; Casimiro Morcillo González, arcebispo de Madri; Geraldo de Proença Sigaud, arcebispo de Diamantina, (Brasil); Giocondo M. Grotti, bispo prelado do Alto Acre e Purus, Carlos Eduardo de Saboia Bandeira de Melo, bispo de Palmas no Paraná, Ermenegildo Florit, arcebispo de Florença; Thomas Benjamin Cooray, arcebispo de Colombo; Georges Cabana,  Arquidiocese de Sherbrooke; Alfredo Silva Santiago,  arcebispo emérito de Concepción no Chile; Joseph Marie Anthony Cordeiro, arcebispo de Karachi no Paquistão; Petronio Secundo Lacchio O.F.M., arcebispo de Changsha, China;  José Maurício da Rocha, bispo de Bragança Paulista (Brasil); António de Castro Mayer, bispo de Campos (Brasil); Luis Carlos Borromeo, bispo de Pesaro, Luigi Maria Carli, bispo de Segni; Jean Prou O.S.B., abade de Solesmes; assim como 250 outros prelados participantes no Concílio. Muitos padres também aderiram ao grupo, como o perito Cándido Pozo  S.J. Este grupo formou-se em reacção contra as influências progressistas manifestadas no Concílio.